# Königshelmschnecke

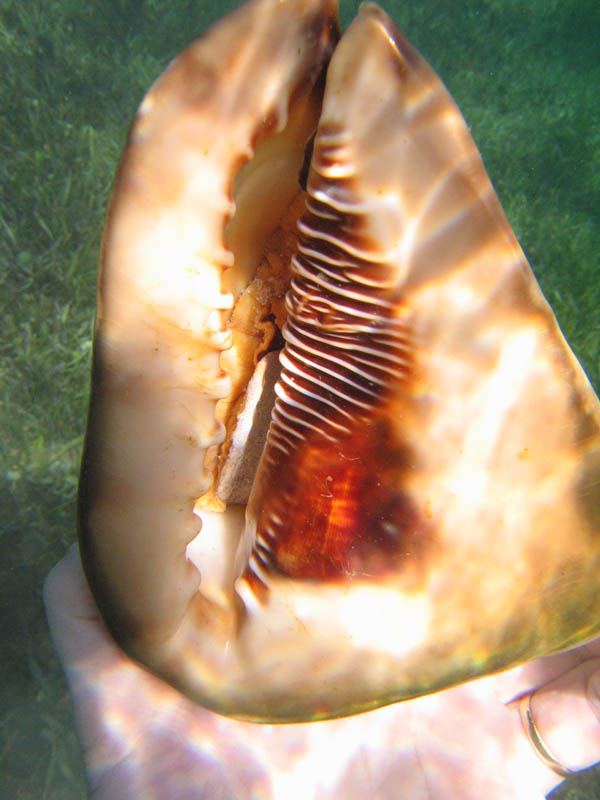
Gehäuse von Cassis tuberosa von unten, Tier zurückgezogen. Bahía de la Chiva, Vieques, Puerto Rico

Die Königshelmschnecke oder Knotige Sturmhaube (Cassis tuberosa) ist eine im westlichen Atlantik verbreitete Schnecke aus der Familie der Helmschnecken (Gattung Cassis), die sich von Seeigeln ernährt.

## Merkmale
Das große und schwere Schneckenhaus von Cassis tuberosa weist an der Spindel einen auffällig breiten, dreieckigen Parietalschild auf. Die äußere Lippe der Gehäusemündung ist innen gezähnt. Die Oberfläche der Schale ist braun orange bis rosa lachsfarben mit einem dunkelbraunen Fleck in der Mitte des Parietalschilds. Die Zähne der äußeren Lippe der Gehäusemündung sind elfenbeinfarben mit dazwischen befindlichen dunkelbraunen Flecken. Der Körperumgang ist mit drei Spiralfäden aus Knoten und einer feinen netzartigen Skulpturierung überzogen. Das Haus wird bei ausgewachsenen Schnecken bis zu 30 cm lang.

## Verbreitung und Lebensraum
Cassis tuberosa ist im westlichen Atlantischen Ozean von North Carolina bis Brasilien und Cabo Verde einschließlich Karibik und Antillen verbreitet. Sie lebt in der Gezeitenzone und in Meerestiefen bis 27 m auf sandigem Untergrund in Seegraswiesen von Thalassia, oft im Sand vergraben.

## Lebenszyklus
Wie andere Helmschnecken ist Cassis tuberosa getrenntgeschlechtlich. Das Männchen begattet das Weibchen mit seinem Penis. Auch Eikapseln und Larvalentwicklung sind ähnlich wie bei anderen Helmschnecken. Die Kapseln werden typischerweise tagsüber in etwa 2 m Tiefe an Braunalgen der Gattung Padina (Trichteralgen) in einer Schicht abgelegt, wobei ein Gelege etwa 200 gefäßförmige orange Kapseln enthält. Jede Kapsel enthält mehrere hundert Eier, von denen sich ein Großteil zu Embryonen entwickelt. Es folgt eine pelagische Phase als Veliger-Larven bis zur Metamorphose zur fertigen Schnecke.

## Nahrung
Cassis tuberosa ist als nachtaktive Raubschnecke auf Seeigel spezialisiert, wobei in Labor- und Freilanduntersuchungen von mindestens 14 Seeigelarten als Beute der Schnecke berichtet worden ist. Sie frisst hiernach vor allem den Diademseeigel Diadema antillarum wie auch Echinometra lucunter, Lytechinus variegatus und Tripneustes ventricosus sowie die Sanddollars Mellita quinquiesperforata und Leodia sexiesperforata. Die Schnecke bewegt sich bei der Jagd mit 3 mm/s fort, was schneller als ein Seeigel ist. Hat sie die Beute entdeckt und sich genügend angenähert, erhebt sie den Vorderteil des Fußes und senkt ihn auf das Opfer, dessen Stacheln nur selten in den Fuß der Schnecke eindringen. Die Proboscis wird zwischen den Stacheln an die Schale des Seeigels geführt. Mithilfe des Fußes bricht die Raubschnecke die Stacheln in einem kleinen Bereich ab, wo mithilfe der Radula unter Einwirkung des sauren Speichels ein etwa 5 mm großes Loch durch Ausschneiden einer runden Scheibe gebohrt wird und so die Schnecke mit ihrer Radula an die Organe der Beute gelangt. Der Speichel dient auch der Lähmung der Beute, die ihre Pedicellarien, Saugfüßchen und Stacheln nicht mehr bewegen kann. Der Fressvorgang dauert etwa 1 bis 3 Stunden. Mit Ausnahme des Mageninhalts und der Gewebe an der Laterne des Aristoteles werden alle Weichteile des Seeigels gefressen, ebenso auch Teile der Stacheln und Saugfüßchen. Die Helmschnecke beeinflusst die Populationsdynamiken der betreffenden Seeigelarten erheblich. In vergleichenden Laboruntersuchungen von 1971 bevorzugte Cassis tuberosa allerdings Echinometra lucunter gegenüber Tripneustes ventricosus als Beute, während sie den Diademseeigel Diadema antillarum und Eucidaris tribuloides sowie den Herzigel Meoma ventricosus und den Sanddollar Mellita quinquiesperforata, der im Freien auch von jungen Königshelmschnecken verzehrt wird, unangetastet ließ.

## Bedeutung für den Menschen
Cassis tuberosa wird sowohl auf Grund ihres Schneckenhauses als auch ihres Fleisches gesammelt, so dass der Mensch als ein Hauptfeind gelten kann. Sie ist deshalb vielerorts gefährdet.